# دبابير صفراء
الدبابير الصفراء هي عبارة عن مجموعة صربية شبه عسكرية ونشطة في الحرب البوسنية. وكان يترأسها فوين فوكوفيتش ودوشان ريبيتش. وكانت المجموعة نشطة في منطقة زفورنيك. وتمت إدانة فوين وشقيقه دوشكو عام 1996 بتهمة قتل 17 مدنيًا في تشيلوبيك، وهي ضاحية في بلدة زفورنيك أثناء التطهير العرقي للسكان البوسنيين في وادي درينا في عام 1992. وقد تم أيضًا اتهام أربعة أعضاء آخرين من المجموعة بارتكاب جرائم حرب.

## التكوين
كان اسم مجموعة الدبابير الصفراء اسمًا مألوفًا تم إطلاقه على وحدة إيغور ماركوفيتش شبه العسكرية. وتكونت الوحدة في 12 أبريل عام 1992م، من قِبل برانا جروييتش، رئيس الحزب الديمقراطي الصربي (SDS) في مدينة زفورنيك، ورجل يعرف باسم ماركو بافلوفيتش، قائد وحدة الدفاع الإقليمي لزفورنيك (TO)، في إحدى دورات الجمعية البلدية لزفورنيك. وتتألف الوحدة من حوالي سبعين رجلاً، وكان يقودها فوين فوكوفيتش، الذي كان يُلقب باسم «زوكو» وهو من مواليد عام 1962م، وهو كهربائي من بلدة أومكا بالقرب من بلغراد، وخبير في الفنون القتالية ومدرب سابق بفريق الجودو التابع لوزارة الداخلية الصربية.
وأثناء محاكمة مومتشيلو كرايشنيك في إطار المحكمة الجنائية الدولية ليوغوسلافيا السابقة، تم تقديم أدلة على أن ماركو بافلوفيتش كان ضابط مخابرات يدعى برانيسلاف «برانكو بوبوفيتش»، وهو رائد بلواء زفورنيك التابع لجيش صرب البوسنة، والذي انتقل لاحقًا إلى الجيش الصربي.
كانت مجموعة «الدبابير الصفراء» شبه العسكرية إحدى المجموعات شبه العسكرية الثلاث المسؤولة عن التطهير العرقي ونهب زفورنيك. ولم يستهدفوا البوسنيين فحسب، ولكن استهدفوا أيضًا أي شخص ثري بما في ذلك الصرب. وقد استولوا على رئيس بلدية زفورنيك الصربي وحاولوا السيطرة على البلدة باستخدام أسلحة قادمة من قوات الدفاع الإقليمية. وألقى صرب البوسنة القبض عليهم وأعادوهم إلى صربيا، ولكنهم سرعان ما عادوا.

## جرائم حرب
كانت قرية ديفيتش، الواقعة على الضفة اليسرى لنهر درينا، بالقرب من بلدة زفورنيك، واحدة من أولى البلدات البوسنية التي تعرضت للتطهير العرقي من سكانها البوسنيين البالغ عددهم حوالي 3000.
وفي 26 مايو 1992م، تم نقل السكان البوسنيين من القرية في حافلات وبقوا طوال الليل في زفورنيك. وفي اليوم التالي، تم نقل النساء والأطفال إلى مدينة توزلا الخاضعة لسيطرة الحكومة البوسنية. وتم احتجاز الرجال القادرين على العمل (البالغ عددهم 180) في البداية في ستاد درينا قبل نقلهم إلى سجن مؤقت في مبنى سابق. وبعد ذلك بيومين، وفي يوم 29 مايو تم نقل معظم الرجال إلى مركز دوم كولتورا في تشيلوبيك، واختفى آخرون.
وفي 10 يونيو 1992، زار دوشان فوكوفيتش وعشرة جنود آخرين دوم كولتورا. وأجبروا الآباء على ارتكاب اعتداءات جنسية على أبنائهم وضربوهم حتى الموت أو أطلقوا النار على ما مجموعه خمسة عشر سجينًا. وأعطي للناجين مهلة عشر دقائق لتنظيف الدماء، والسجناء الذين أمروا بحمل الجثث لم يرهم أحد مرة أخرى. وفي وقت لاحق، زار فوكوفيتش ورفاقه تشيلوبك كل ليلة تقريبًا لضرب السجناء وتعذيبهم وقتلهم. وفي 27 يونيو 1992، أطلق فوكوفيتش النار بواسطة مدفع رشاش على السجناء بشكل عشوائي، مما أسفر عن مقتل خمسة وعشرين. وتم إغلاق هذا السجن يوم 29 يونيو 1992، وتم نقل أربعة وثمانين من الناجين عبر زفورنيك إلى معكسر اعتقال باتكوفيتش بالقرب من بييلينا.

## الاعتقالات والمحاكمات
في أغسطس عام 1992، تم اعتقال حوالي سبعين من أعضاء مجموعة الدبابير الصفراء واتهامهم بسرقة وقتل المدنيين الصرب والبوسنيين. وتم اعتقالهم في بييلينا، حيث تعرضوا للضرب وأجبروا على التوقيع على اعترافات انتزعت تحت وطأة التعذيب. ونقلوا إلى صربيا قبل أن يطلق سراحهم. وفي وقت لاحق، تم القبض على الأخوين فوكوفيتش من قبل وزارة الداخلية الصربية يوم 5 نوفمبر 1993، ووجهت لهما التهم في 28 أبريل 1994. واتُهم دوشكو بقتل ستة عشر مدنيًا وجرح عشرين آخرين في يونيو 1992، وقطع أذن مدني (تم تمزيق شحمة الأذن وأكلها)، وكذلك اغتصاب وسرقة امرأة بوسنية في قرية رادالج، بالقرب من مالي زفورنيك في الصرب (بما سمح بإجراء المحاكمة في الصرب). واتهم فوين بالحيازة غير المشروعة للأسلحة وانتحال صفة ضابط شرطة. وذكرت لائحة الاتهام أن الأخوين تطوعا لمساعدة الصرب في البوسنة والهرسك بعد اندلاع الحرب.
وخلال المحاكمة نفى فوكوفيتش تورطه في الجرائم التي كان قد اعترف بها، مدعيًا أنه أجبر على التوقيع على اعتراف لأنه خشى أن الشرطة السرية ستقتل عائلته. وادعى أنه قد تم طرده من الجيش بعد نحو شهرين، بعد تشخيص حالته بأنه «مريض نفسي ومدمن كحول»، وتم علاجه من إدمان الكحول وتعاطي المخدرات. وتفاخر فوين بعلاقاته في وزارة الداخلية الصربية، وكان فخورًا بالإنجازات العسكرية لوحدته في بلدة زفورنيك وحولها، وقال إن شقيقه، الذي أطاع أوامره في الميدان، وكان مثالاً للجنود الآخرين.
ووفقًا لمنظمة هيومن رايتس ووتش والباحث بمنظمة هلسنكي ووتش، صيغت أسئلة المدعي العام لانتزاع الإجابات التي دعمت الدفاع. ولم يكشف شهود الادعاء، وهما عضوان من مجموعة الدبابير الصفراء، شيئا عن الجرائم ولكنهما أشادا بكفاءة فوين ودوشان العسكرية. ولم تتم ملاحقة مشاركة الحكومة الصربية ضمنيًا في الجرائم. وفشل الادعاء غير الكفؤ في تقديم أدلة على ارتكاب جرائم. ولم يحضر الشهود وتصرف أحد القضاة بشكل داعم للأخوين فوكوفيتش وقدم الحراس لهما السجائر. وفي اليوم الثالث للمحاكمة أعلن محامو الدفاع أنه قد تمت محاكمته بالفعل ولم تثبت إدانته في محكمة عسكرية في بانيا لوكا بتهمة ارتكاب جرائم حرب التي تم ارتكابها في بييلينا. وقد تم رفض المحكمة ومرض القاضي الذي ترأس المحكمة وتم تأجيل المحاكمة إلى أجل غير مسمى.
وفي يوليو عام 1996، حوكم الأخوان فوكوفيتش مرة أخرى وحكم على دوشكو فوكوفيتش بالسجن سبع سنوات. وبعد الاستئناف، وبعد عامين حكمت المحكمة العليا في صربيا على دوشكو فوكوفيتش بالسجن عشر سنوات لارتكاب جرائم حرب ضد السكان المدنيين والاغتصاب، وحكمت على فوين فوكوفيتش بالسجن أربعة أشهر بتهمة الحيازة غير المشروعة للأسلحة النارية والذخائر والمتفجرات.
وأثناء محاكمة دوشكو فوكوفيتش، اعترف بأنه كان عضوًا في الحزب الراديكالي الصربي (SRS). وقال إنه انضم إلى الحزب الراديكالي الصربي لأنه لم يجد أحدًا آخر يرعاه بسبب ما يعانيه من مشاكل نفسية. وقد خطط للذهاب إلى خط المواجهة مع زملائه بالحزب الراديكالي الصربي، وهم زوران درازيلوفيتش ويوبيسا بتكوفيتش وزوران رانكيتش وتلقى تدريبًا عسكريًا تحت إشراف رانكيتش وشقيقه. وكان قد تم اعتقاله في 15 أبريل عام 1992م، بعد حادثة وقعت في زفورنيك، ولكن أطلق سراحه بعد بضعة أيام وذلك بفضل الجهود التي بذلها رئيس الحزب الراديكالي الصربي في وزنيتشا وتم تكليف أحد المحامين له من قِبل الحزب.
في نوفمبر عام 2005، تم اتهام برانكو بوبوفيتش وبرانكو جروييتش بالإضافة إلى أربعة من مجموعة «الدبابير الصفراء»، وهم دراغان سلافكوفيتش وإيفان كوراتش وسينيتزا فيليبوفيتش ودراغوتين دراجيشيفيتش، بقتل 22 على الأقل وترحيل 1822 من البوسنيين المدنيين بالقوة من بلدية زفورنيك، ووجهت لهم دائرة جرائم الحرب في محكمة مقاطعة بلغراد تهم بالقتل والتعذيب والترحيل القسري للبوسنيين من زفورنيك في الفترة بين مايو ويونيو عام 1992. وتم اتهام ما تُسمى بـ «مجموعة زفورنيك» بطرد أكثر من 1200 من البوسنيين من قرى كوزلوك وسكوشيتش في 26 يونيو عام 1992. وتم الدفاع عن جروييتش وبوبوفيتش وأربعة من «الدبابير الصفراء» بأنهم غير مذنبين. وقد توفي دوشكو فوكوفيتش، الذي كان من المقرر اتهامه بنفس الجرائم، فجأة قبل أسبوع في زنزانة الاحتجاز في سجن مقاطعة بلغراد. وكانت المحاكمة أولى محاكمات جرائم الحرب التي تمت إحالتها إلى دائرة جرائم الحرب الصربية من قبل المحكمة الجنائية الدولية ليوغوسلافيا السابقة.
وفي المحاكمة في عام 2008، أدلى العضو السابق بمجموعة «الدبابير الصفراء» ميروسلاف نيكوليتش بشهادته بأن الوحدة التي كانت تحت قيادة فوين فوكوفيتش كانت مسؤولة عن قرية كوزلوك. وبعد فترة قضاها بعيدًا عن الوحدة، عاد نيكوليتش ليجد قرية كوزلوك مهجورة. كما تم اتهام جروييتش وبوبوفيتش أيضًا بالمعرفة دون العمل على فعل أي شيء لمنع أعضاء الدبابير الصفراء من قتل 19 على الأقل من البوسنيين من بلدة ديفيتش داخل دوم كولتورا في تشيلوبيك، إلى جانب ثلاثة آخرين على الأقل في إيكونوميا ومناطق سيجلانا.

## في الأفلام
كانت الوحدة موضوعًا لفيلم عام 1995م، من إخراج إيلان زيف.

## وصلات خارجية
- Zlocini genocida u Zvornik (Crimes of genocide in Zvornik)